# Musikzeichen
Verschiedene Musikzeichen werden in der Heraldik als Wappenfigur verwendet, sind allerdings als gemeine Figur allein oder neben anderen Figuren nicht häufig im Wappen oder Feld anzutreffen. 
Dargestellt sein kann eine Note mit oder ohne Notenlinien, aber auch eine größere Anzahl Noten ist möglich. Der Notenschlüssel findet sich häufig auch als symbolische Einzelfigur im Wappen. Andere musikalische Zeichen (♯, ♭) sind selten.
Alle heraldischen Farben sind möglich, beschränken sich aber in der Regel auf Schwarz, Gold und Silber. Häufig sind Verstöße gegen die heraldische Regel bezüglich Farbe auf Farbe zu beobachten. 
Auch in der Paraheraldik werden Musikzeichen verwendet.

Notenschlüssel im Wappen von Romont (Vosges)
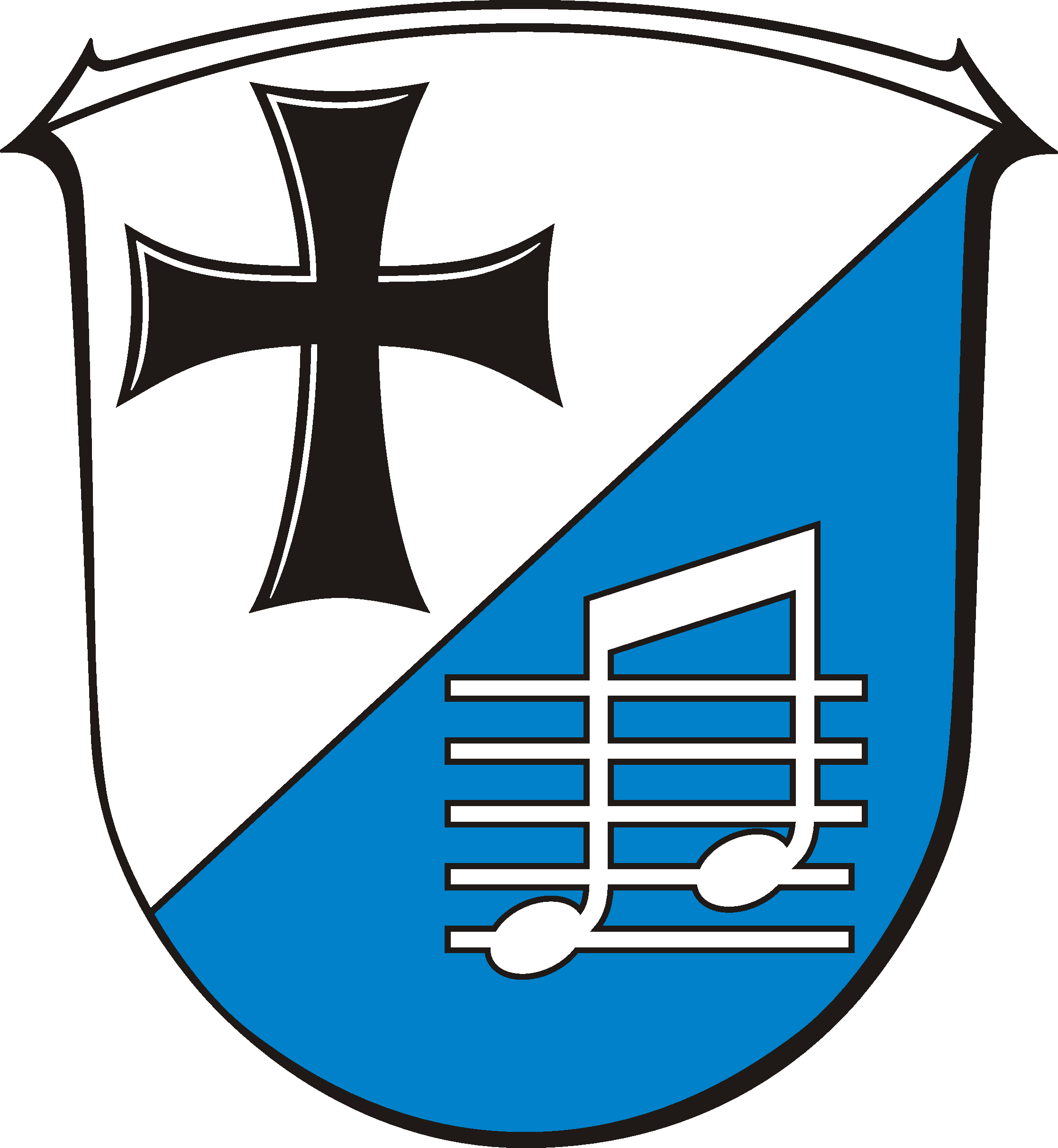
Noten im Wappen von Watzenborn-Steinberg
Musikzeichen im Oberwappen von Julie Payette
Paraheraldik in Spanien
Im rechten Feld eine aufsteigende Reihe Noten über einer Klaviatur im Wappen von Gámbita (Kolumbien)